# Johann Peter Kirsch

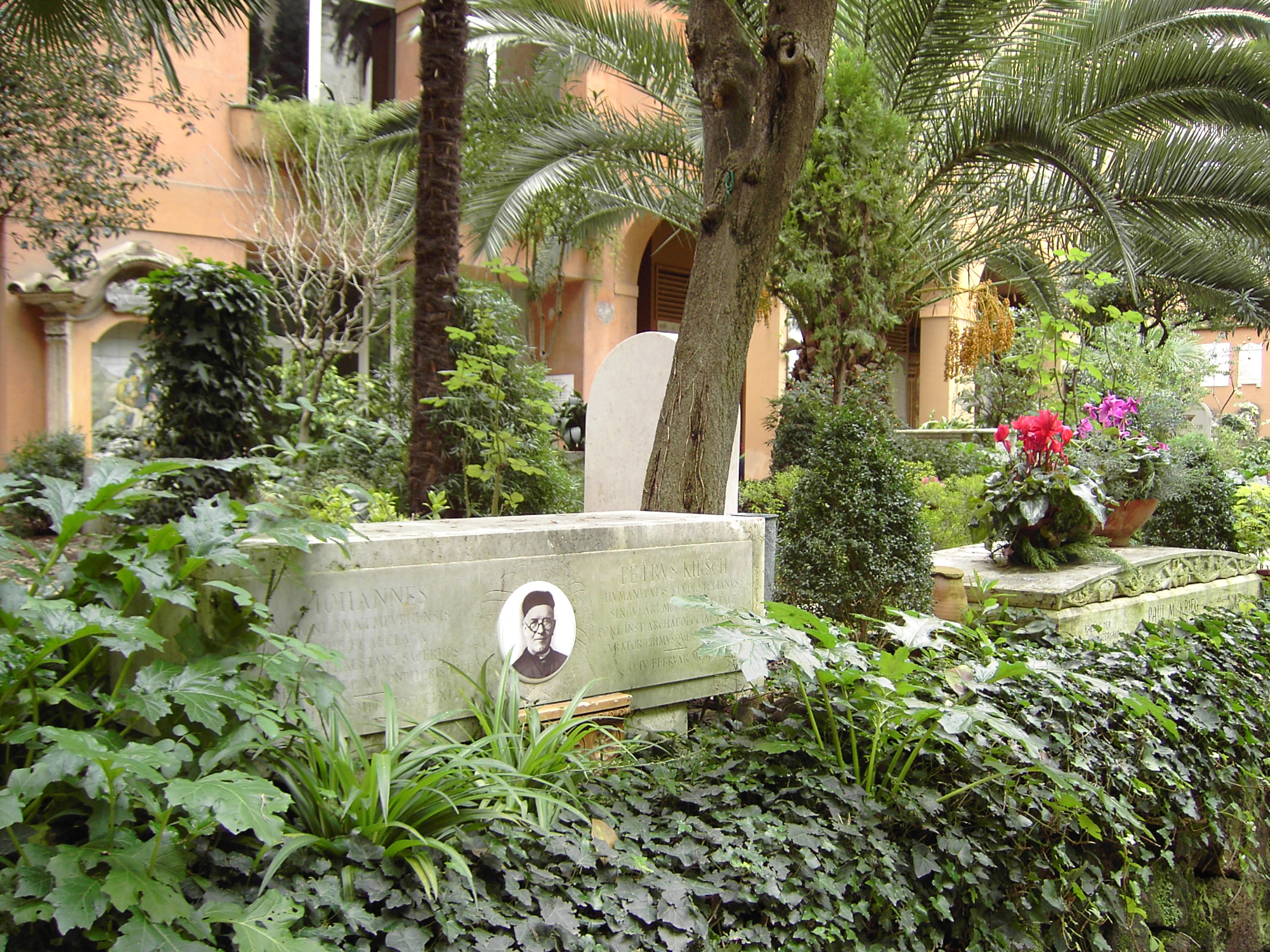
Grab Johann Peter Kirschs auf dem Campo Santo Teutonico

Johann Peter Kirsch (* 3. November 1861 in Dippach/Luxemburg; † 4. Februar 1941 in Rom) war ein katholischer Priester, Kirchenhistoriker und Christlicher Archäologe.
Er war der Sohn des Landwirts Andreas Kirsch und seiner Frau Katharina, geb. Didier. Er besuchte das Priesterseminar in Luxemburg und wurde 1884 geweiht. Am Priesterkolleg Campo Santo Teutonico in Rom setzte er seine Studien fort.
Kirsch war von 1888 bis 1890 erster Leiter des Historischen Instituts der Görres-Gesellschaft in Rom. Von 1890 bis 1932 war er Professor für Patrologie und Christliche Archäologie an der Universität Freiburg (Schweiz), ab 1925 war er Leiter des von ihm im Auftrag von Papst Pius XI. gegründeten Pontificio Istituto di Archeologia Cristiana. Die kuriale Finanzverwaltung im 13. und 14. Jahrhundert, die römischen Titel- und Stationskirchen sowie die frühen römischen Kalendarien waren seine Forschungsschwerpunkte. 1932 wurde er zum apostolischen Protonotar ernannt.
Kirsch verfasste viele Beiträge für die englischsprachige Catholic Encyclopedia.

## Schriften
- Die Finanzverwaltung des Kardinalkollegiums im XIII. und XIV. Jahrhundert (= Kirchengeschichtliche Studien. Bd. 2, 4, ZDB-ID 513348-8). Schöningh, Münster 1895.
- Die römischen Titelkirchen im Altertum (= Studien zur Geschichte und Kultur des Altertums. Bd. 9, 1/2, ZDB-ID 510174-8). Schöningh, Paderborn 1918.
- Der stadtrömische christliche Festkalender im Altertum. Textkritische Untersuchungen zu den römischen „Depositiones“ und dem Martyrologium Hieronymianum (= Liturgiegeschichtliche Quellen. Bd. 7/8, ZDB-ID 517932-4). Aschendorff, Münster 1924.
- Die Stationskirchen des Missale Romanum. Mit einer Untersuchung über Ursprung und Entwicklung der Liturgischen Stationsfeier (= Ecclesia orans. Bd. 19, ZDB-ID 569840-6). Herder & Co., Freiburg (Breisgau) 1926.
- Beiträge in: Catholic Encyclopedia (auf Wikisource) (englisch)